# آيت إحيا (تنالت)
آيت إحيا هي إحدى مشيخات المملكة المغربية، تتبع جغرافيا لإقليم شتوكة آيت باها وإداريًا لتنالت. يقدر عدد سكانها بـ 946 نسمة حسب الإحصاء الرسمي للسكان والسكنى لسنة 2004.